# Loxosomella antis
Loxosomella antis är en bägardjursart som beskrevs av Krylova 1985. Loxosomella antis ingår i släktet Loxosomella och familjen Loxosomatidae. Inga underarter finns listade i Catalogue of Life.